# Euderus cushmani
Euderus cushmani är en stekelart som först beskrevs av Crawford 1915.  Euderus cushmani ingår i släktet Euderus och familjen finglanssteklar. Inga underarter finns listade i Catalogue of Life.